# Крушение поезда в Филадельфии (2015)
Крушение поезда в Филадельфии — сход с рельсов поезда 12 мая 2015 года в Порт-Ричмонде, районе Филадельфии, штат Пенсильвания. Погибло 8 человек, более 200 были ранены.

## Описание
Поезд Amtrak Northeast Regional № 188 отправился от вокзала Филадельфии в 21:10 вечера (EST) по маршруту Вашингтон — Нью-Йорк. Состав состоял из семи пассажирских вагонов и локомотива Amtrak Cities Sprinter (ACS)-64 № 601.
Крушение произошло в Филадельфии в районе Порт-Ричмонд у пересечения Франкфорд-авеню и Уитшиф-лейн на левом изгибе железнодорожного пути. Максимально разрешённая скорость на этом участке ограничена до 110 км/ч перед въездом в кривую и до 80 км/ч в кривой.
Сход с рельсов произошёл в 21:23 вечера (по местному времени). В поезде находилось 238 пассажиров и 5 членов поездной бригады. В момент крушения скорость поезда составляла около 160 км/ч вместо разрешённых 80.
Весь состав сошёл с рельсов, при этом три вагона перевернулись на бок.
В результате крушения погибло 8 человек, более 200 было ранено (из них 11 в тяжёлом состоянии).
По словам представителя Национального управления США по безопасности на транспорте Роберта Самуолта, расследование крушения поезда займёт ещё около недели.

## Последствия
Некоторые пассажиры смогли сами выйти из поезда, для спасения других приходилось использовать специальные инструменты. Позже на место крушения был привезён кран для поднятия перевернувшихся вагонов и поиска застрявших в них пассажиров.
Более 200 человек были помещены в ближайшие госпитали, включая госпитали Темпльского университета и Университета Томаса Джефферсона. Кроме порезов, ударов и переломов, 11 человек получили серьёзные травмы. Машинист поезда выжил, получив при этом травмы ног, сотрясение и ранение головы.
Восемь пассажиров погибли, включая одного скончавшегося в госпитале. Среди пассажиров был бывший конгрессмен Пэтрик Марфи. Сенатор от штата Делавэр Том Карпер ехал в этом поезде, но сошёл ранее в Уилмингтоне.

### Железнодорожное сообщение
После крушения сообщение Вашингтон — Нью-Йорк было прекращено и возобновилось 18 мая.
Нью-Джерси Транзит частично прекратил перевозки на трассе Филадельфия — Атлантик-Сити до 15 мая.
Региональная железнодорожная компания SEPTA прекратила перевозки на двух маршрутах с 12 по 18 мая.

## История
Это не первый случай крушения поезда на этом участке пути. 6 сентября 1943 года близ этого же места сошёл с рельсов поезд Вашингтон — Нью-Йорк железнодорожной компании Pennsylvania Railroad. Тогда погибло 79 человек, 117 были ранены.

## Расследование
Отчёт о катастрофе был опубликован 17 мая 2016 года. Согласно ему на поезде не была установлена система контроля скорости движения. В момент происшествия машиниста отвлекли по радиосвязи, и он превысил скорость. Систему не установили в том числе и потому, что Конгресс продлил время установки оборудования на все поезда до 2018 года, а до этого было разрешено работать без этой системы.